# Novembre 1820

## Événements

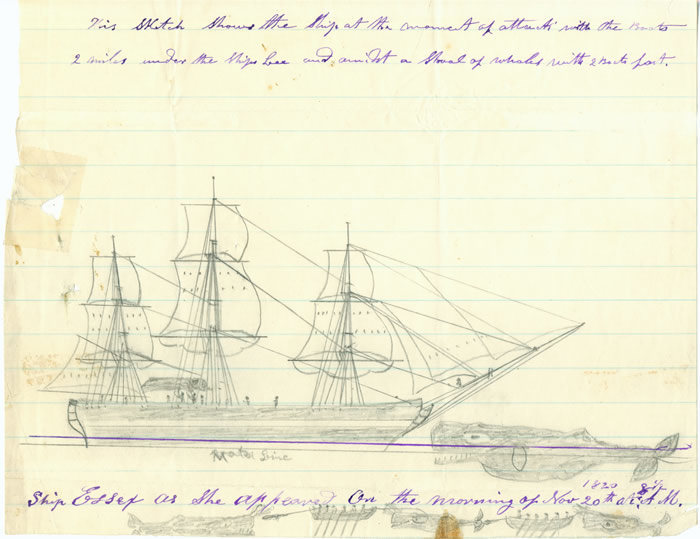
L'Essex attaqué par le cachalot
(croquis des carnets de Nickerson)

- France : élections législatives, nette victoire des ultra-conservateurs.

- 4 novembre et 2 décembre : victoire des Égyptiens sur les Shayqiya à Korti et au mont Dager, au Soudan.

- 5-6 novembre : capture de la frégate Esmeralda pendant la guerre d'indépendance du Pérou[1].

- 9 novembre : le général Agustín de Iturbide reçoit le commandement des troupes royalistes de Nouvelle-Espagne[2].

- 20 novembre : l'Essex, un baleinier américain, fait naufrage au milieu de l'océan Pacifique à la suite d'une collision avec un grand cachalot. Les naufragés dérivent pendant dix-huit semaines à bord des trois petites baleinières et se livrent à des actes de cannibalisme.

## Naissances
- 15 novembre : Auguste Anastasi, peintre français († 15 mars 1889).
- 17 novembre : Charles Towry-Law (3e baron Ellenborough) († 9 octobre 1890).
- 18 novembre : James William Abert, officier et explorateur américain († 10 août 1897).
- 19 novembre :
  - Edmond Bogros (mort le 25 mars 1888), docteur en médecine français
  - Henri-Jean Feye (mort le 24 mai 1894), prêtre néerlandais
  - Josephine von Wertheimstein (morte le 16 juillet 1894), salonnière autrichienne
  - Edmond-Pierre Doré-Graslin (mort le 26 août 1899), homme politique français

- 20 novembre : Amanda Fougère, peintre française († 16 juin 1875).
- 28 novembre : Friedrich Engels, philosophe communiste († 5 août 1895).